# Stalingrad (pel·lícula de 1993)
Stalingrad és una pel·lícula alemanya dirigida per Joseph Vilsmaier estrenada el 1993. La pel·lícula narra la història de la batalla de Stalingrad des de l'òptica alemanya en la figura del tinent Hans von Witzland i la seva unitat d'Sturmpioniere. Ha estat doblada al català.

## Argument
A finals de l'any 1942, el Sisè Exèrcit Alemany avança pel territori soviètic amb l'objectiu de capturar Stalingrad. Les divisions alemanyes sofreixen grans pèrdues, víctimes tant de la ferotge resistència soviètica com d'un hivern brutalment fred pel qual no estaven preparats.
Mentre Adolf Hitler proclama la victòria a la ràdio, els seus soldats entenen que la ciutat serà un infern d'acer i sang, on enmig del combat urbà el batalló protagonista de la pel·lícula perd la meitat dels homes enmig d’un paisatge urbà desolat i de les congelades estepes. Després de ser encerclats per les forces soviètiques, el grup experimentarà intents d'insubmissió i de deserció i, finalment, la mort.
El film és una reconstrucció històrica impressionant de la batalla que permet seguir la vida dels soldats rasos alemanys. Els combats hi són presents, però representen un part menor del metratge. El que s’hi posa al capdavant són els homes perduts en la bogeria de la guerra amb les seves pors, les seves ignoràncies, els seus dubtes i la revolta interior. L'aspecte "guerra" passa de vegades a un segon pla i deixa lloc a diàlegs entre soldats que remeten a la nostàlgia del país, la seva visió de la guerra, les seves preocupacions diàries i la seva manera d'enfrontar l'horror de la guerra. Aquesta pel·lícula la protagonitzen soldats abandonats lluny de casa seva per dirigents desconnectats de la realitat. El relat i els diàlegs no cauen mai en el maniqueisme o la compassió i ofereixen una mirada nova i matisada sobre aquesta terrible batalla de la Segona Guerra Mundial.

## Repartiment
- Dominique Horwitz: Caporal-cap Fritz Reiser
- Thomas Kretschmann: Tinent Hans von Witzland
- Jochen Nickel: Sergent Manfred Rohleder
- Sebastian Rudolph: GeGe Müller
- Dana Vávrová: Irina
- Martin Benrath: General Hentz
- Sylvester Groth: Otto
- Karel Hermánek: Capità Hermann Musk
- Heinz Emigholz: Edgar Emigholz
- Ferdinand Schuster: Doble d'Edgar Emigholz
- Oliver Broumis: HGM
- Dieter Okras: Capità Haller
- Zdenek Vencl: Wölk
- Mark Kuhn: Sergent Pflüger
- Thorsten Bolloff: Feldmann
- Alexander Wachholz: Mossèn Renner
- J. Alfred Mehnert: Lupo
- Ulrike Arnold: Viola
- Christian Knoepfle: Dieter
- Flip Cap: Ludwig
- Jaroslav Tomsa: Avi Erwin
- Pavel Mang: Kolja
- Otto Sevcik: Major Kock
- Jophi Riguis: Schröder
- Svatopiunk Ricanek: Soldat alemany
- Otmar Dvorak: Von Lausitz
- Karel Hábl: Ajudant
- Thomas Lange: Metge
- Karel Hlusicka: Metge
- Alexander Koller: Acordionista
- Petr Skarke: Soldat
- Hynek Cermak: Soldat
- Cestmír Randa Jr.: Soldat
- Jan Preucil: Major a l'aeròdrom
- Bohumil Svarc: Metge a l'aeròdrom
- Pirjo Leppänen: Mare plorant
- Aale Mantila: Pare ancià
- Theresa Vilsmaier: Mare
- Janina Vilsmaier: Nen
- Oliver Steindler: Nen
- Jana Steindlerova: Nen
- Kaja Hermanek: Nen

## Producció i estrena
La pel·lícula es va rodar a diversos llocs, com Finlàndia, Itàlia i Txecoslovàquia, i va costar aproximadament 20 milions de marcs alemanys (uns 10 milions d'euros). El director Joseph Vilsmaier va contractar un consultor militar alemany per assessorar-lo al plató. Es va estrenar una sèrie titulada The making of Stalingrad, que inclou el making-of de les escenes de la pel·lícula. Stalingrad es va publicar en Blu-ray 4K el 2021.

## Recepció
A Alemanya, la pel·lícula va obtenir crítiques diverses, suposadament a causa del fet que la segona meitat de la pel·lícula contenia forats argumentals, encara que no es revela quins eren aquests aparents forats argumentals; de fet, això podria haver estat una referència al final desolador i nihilista de la pel·lícula.
La pel·lícula va recaptar 10 milions de dòlars a Alemanya, mentre que als Estats Units i al Canadà van ser 152.972 dòlars.

## Premis
- Bayerischer Filmpreis, 1992:
  - Millor fotografia: Joseph Vilsmaier
  - Millor muntatge: Hannes Nikel
  - Millor producció: Bob Arnold, Günter Rohrbach, Joseph Vilsmaier, Hanno Huth
- Jupiter, 1994:
  - Millor film alemany
- Festival Internacional de Cinema de Moscou, 1993:[7]
  - Nominació Sant Jordi d'or: Joseph Vilsmaier

## Al voltant de la pel·lícula
- El film comptà amb mitjans excepcionals, entre els quals 25.000 figurants, 100 especialistes, 45 camions, 50 cotxes, 10 trineus a motor, 25 blindats txecs, 18 blindats finesos, 6 avions, un tren, 8 tones d'explosius o 10.000 peces de vestuari.
- No confondre amb Enemic a les portes (2001), dirigida per Jean-Jacques Annaud, que tracta el tema de dos tiradors d'elit, un soviètic, l'altre alemany, durant la batalla de Stalingrad. No confondre tampoc amb Stalingrad (1990), film soviètic dirigit per Iuri Ózerov, ni amb Stalingrad (2013), film rus dirigit per Fiòdor Bondartxuk, primer film rus que va fer servir la tecnologia 3D i que va ser seleccionat per representar Rússia als premis Òscar del 2013 en la categoria de millor pel·lícula de parla no anglesa (destacar que Fiòdor Bondartxuk, fill de Serguei Bondartxuk, també actuà al film de Iuri Ózerov).